# Emil Adamec
Emil Adamec (* 11. listopadu 1972 Frýdek-Místek) je český sochař, urbanista a krajinný architekt, působící převážně v zahraničí. Ačkoli je přesvědčením monarchista, roku 2012 oznámil svou kandidaturu v prezidentské volbě 2013. Podobně zamýšlel kandidovat i v prezidentských volbách 2018.

## Život
Emil Adamec se narodil 11. listopadu 1972 ve Frýdku-Místku. V dětství žil v Sedlištích ve Slezsku. Podle svých vlastních webových stránek vyrůstal na vesnici a pracoval v ostravských hutích.
Studoval obor zahradní a krajinářská architektura na Mendelově zemědělské a lesnické univerzitě v Brně a sochařství na Akademii výtvarných umění v Praze. Po ukončení studia roku 1999 se stal sochařem zaměřujícím se na monumentální kamenné plastiky pro veřejná prostranství.
V rámci své umělecké kariéry cestoval po světě a žil ve více než 25 zemích; usadil se v Hongkongu, kde také našel manželku Lixiu (jejím otcem je čínský sochař To Šui Ming).
Hlásí se k představě renesančního všestranného člověka, sám sebe označuje jako zemědělce, zámečníka, svářeče, cestovatele, filmového tvůrce, geologa, astronoma, šamana a taoistu, zabývá se archeologií, egyptologií, mytologií, historií, filosofií, politologií i právem.

## Umělecká kariéra
V rámci své práce a umělecké tvorby hodně cestuje po světě a účastní se sochařských sympozií, která pokládá za jednu z mála možností, jak realizovat volné plastiky ve veřejném prostoru.
Pět let pracoval pro bývalého pražského starostu a nynějšího senátora Petra Bratského jako sochař, urbanista a architekt a tři měsíce byl u něj zaměstnán v odboru územního rozvoje. V této době zpracoval urbanistický projekt Jihozápadního města zahrnující dostavby budov a úpravy veřejných prostranství. Tento projekt se však nepodařilo realizovat.
Krátkou dobu vedl Lašské muzeum a galerii ve své rodné obci v Sedlištích ve Slezsku.
V posledních letech realizuje dlouhodobý projekt Akupunktura Země, inspirovaný čínskou filosofií, jehož smyslem je umísťování plastik, vzájemných protějšků, po celé Zemi v protilehlých polohách vzhledem k zemskému glóbu.
Pro pražskou Letenskou pláň na místo bývalého Stalinova pomníku zpracoval návrh jezdecké sochy krále Karla IV. Pro Žerotínský zámek v Novém Jičíně zpracovává jezdeckou sochu císaře blahoslaveného Karla I. Habsbursko-Lotrinského.

## Prezidentská kandidatura
8. srpna 2012 Emil Adamec oficiálně oznámil svou kandidaturu na prezidenta České republiky. Mottem jeho kampaně je „silná vůle“ a za hlavní nosnou myšlenku své kandidatury označil návrat českého státu ke konstituční monarchii. Většina médií jej z toho důvodu automaticky označila za recesistu. Adamec přitom zdůrazňuje, že jeho podpora není recesí a je míněna vážně; argumentuje tím, že konstituční monarchie je stabilní a funkční systém, který by mohl pomoci omezit nešvary republik jako je korupce a nestabilita.
13. srpna pak časopis Týden přinesl s Emilem Adamcem serióznější rozhovor, ve kterém prezidentský kandidát dále vysvětlil své názory a odůvodnil podporu monarchie: Uvedl, že volený politik má vždy sklon podporovat menšinu, která jej zvolila a uvažuje v krátkodobém horizontu jednoho volebního období, takže nemůže být skutečně sjednocující hlavou státu. Navíc připomněl, že podpora konstituční monarchie není nic bláznivého či hloupého, neboť konstitučními monarchiemi jsou některé z nejvyspělejších zemí na světě.
Úmysl stát se českým prezidentem prezentoval i v roce 2017. Do prezidentských voleb 2018 hodlal vstoupit s heslem „Předám moc králi!“. Nepodařilo se mu ale získat dostatečné množství podpisů občanů nutných pro kandidaturu. Proto před prvním kolem volby podpořil iniciativu Koruny České (monarchistické strany Čech, Moravy a Slezska), podle níž měli voliči podporující monarchii vhodit do urny fiktivní hlasovací lístek, na němž byl místo prezidentského kandidáta uveden Karel Habsbursko-Lotrinský jako legitimní dědic titulu českého krále, moravského markraběte a slezského vévody.
Emil Adamec je od listopadu 2017 členem Koruny České a předsedou místní společnosti v Sedlišti ve Slezsku.

## Kandidatura do Senátu
Ve volbách do Senátu PČR v roce 2018 kandidoval za stranu Koruna Česká (monarchistická strana Čech, Moravy a Slezska) v obvodu č. 59 – Brno-město. Se ziskem 0,55 % hlasů skončil na posledním 11. místě.